# Георги Панков
 Тази статия е за министъра на химическата промишленост.  За българския политик от 50-те вижте Георги Цанков.  
Георги Цанков Панков е български политик от БКП, министър на химическата промишленост (1974 – 1986), заслужил химик.

## Биография
Роден е на 20 февруари 1923 г. в плевенското село Радомирци. През 1940 става член на РМС, а от 1944 и член на БРП (к) и ятак на партизаните. Бил е секретар на РМС в Луковитската гимназия (1941 – 1942). Отговаря за РМС за селата Радомирци, Ъглен и Ракита. От 1946 г. е секретар на Околийския комитет на РМС-Луковит. През 1951 година завършва химия в Менделеевския химикотехнологичен институт в Москва. В периода 1951 – 1963 година последователно работи като инженер в мина „Черно море“, съветник в министерството на тежката промишленост, в Научноизследователския институт по технология на горивата. От 1959 до 1963 е главен инженер в Министерството на промишлеността. В периода 1963 – 1972 г. е заместник-министър на химията и металургията и на тежката промишленост. През 1972 година става търговски представител на България в Москва. Между 1974 и 1986 година е министър на химическата промишленост. През 1983 година е удостоен със звание „Герой на социалистическия труд“ (указ № 529 от 18 февруари 1983) за принос в развитието на химическата промишленост. В периода 1971 – 1976 година е кандидат-член, а от 1976 до 1990 – член на ЦК на БКП. През 1986 е министър без портфейл и първи заместник-председател на Стопанския съвет при МС, а оттогава до 1989 година е отначало извънреден и пълномощен министър, а след това посланик на България в СССР. След 1990 година се занимава с търговска дейност. Народен представител в 7, 8 и 9 НС.
Умира на 19 юни 2011 г.